# Сидоровское (Тверская область)
Сидоровское — деревня в Торопецком районе Тверской области в Плоскошском сельском поселении.

## География
Деревня расположена примерно в 8 километрах к северо-западу от села Волок на реке Серёжа.
Климат
Деревня, как и весь район, относится к умеренному поясу северного полушария и находится в области переходного климата от океанического к материковому. Лето с температурным режимом +15...+20 °С (днём +20...+25 °С), зима умеренно-морозная -10...-15 °С; при вторжении арктических воздушных масс до -30...-40 °С.
Среднегодовая скорость ветра  3,5-4,2 метра в секунду.

## Население
| 2002 | 2010 |
| ---- | ---- |
| 6    | ↘1   |

Население по переписи 2002 года — 6 человек.
Национальный состав
Согласно результатам переписи 2002 года, в национальной структуре населения русские составляли 100 % от жителей.